# Roel Kruize
Roel Kruize (Delft, 15 augustus 1938) is een Nederlands voormalig muziekmanager en producer. Hij werkte dertig jaar voor EMI Music en was medio jaren zeventig de topman van EMI Nederland. Daarna vervolgde hij zijn carrière in Engeland en Amerika.

## Biografie
In 1956, na zijn lyceum, begon hij aan een studie geschiedenis die hij na ongeveer een jaar weer afbrak. Niet wetende welke richting hij op wilde, ging hij met vervroegde dienstplicht. Tijdens zijn diensttijd vormde zich steeds meer het idee dat hij in de muziekwereld wilde werken. Na een vergeefse poging om bij EMI/Bovema aan de slag te komen, ging hij aan het werk voor Hees & Co dat meerdere winkels voor muziekinstrumenten en platen in de Randstad had. Hier kwam hij na een tijd op de platenafdeling terecht.
Dankzij twee vertegenwoordigers en een aanbeveling bij de verkoopafdeling, kwam hij in januari 1962 alsnog als vertegenwoordiger bij EMI-Bovema terecht. Hier kreeg hij de artiesten van Capitol Records onder zich. In de loop van de jaren zestig volgde hij Cees Mentink op als labelmanager van Capitol Records en vanaf circa 1970 directeur van alle labelmanagers.
Na het vertrek van Ger Oord als directeur bij EMI Engeland, kreeg Kruize van 1973 tot 1975 de leiding over EMI Bovema Nederland. In deze functie zette hij de Volendamse band The Cats aan tot het maken van twee elpees in de Verenigde Staten, met als onderliggend doel om de band bij elkaar te houden. Ook was hij met de Nederlandse zanger Jack Jersey in de VS, toen die met The Jordanaires zijn Nashville-album opnam.
Vanuit deze functie had Kruize goede contacten met onder meer Oscar Hamilton en Bhaskar Menon, die de scepter respectievelijk over EMI Europa en EMI Music Worldwide zwaaiden. Kruize klom internationaal op, eerst in Europa en Engeland, en daarna Canada en de Verenigde Staten. Hij bleef tot april 1992 werkzaam voor EMI. Hierna werkte hij zelfstandig als consultant in de muziek, waaronder de eerste twee jaar aan het opbouwen van de Zweedse popgroep Roxette.